# Aethria melanobasis
Aethria melanobasis là một loài bướm đêm thuộc phân họ Arctiinae, họ Erebidae.